# Susan Haywardová
Edythe Marrenner (30. června 1917 Brooklyn – 14. března 1975 Hollywood) byla americká herečka a modelka.

## Životopis

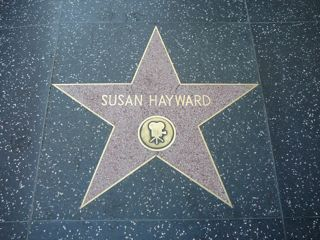
Hvězda Susan Haywardové na Hollywoodském chodníku slávy

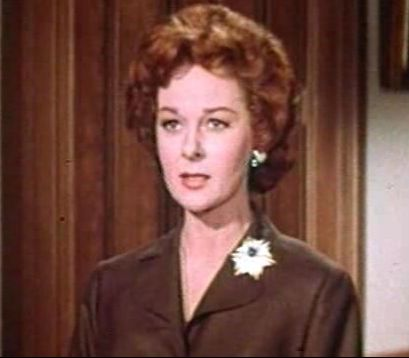
Susan Haywardová ve filmu Ada (1961)

Narodila se 30. června 1917 v Brooklynu jako nejmladší ze tří dětí Waltera a Ellen Marrennerových. V mládí chodila často do kin a už tehdy snila o hvězdné kariéře herečky. V sedmi letech se však vážně zranila při autonehodě a po několika měsících se musela znovu učit chodit.
Poté co červnu 1935 absolvovala na Prospect Heights High School, pracovala jako modelka a o dva roky později se vydala do Hollywoodu, aby zde začala svou hereckou kariéru filmem Jih proti severu (1939). Roli jí však sebrala Vivien Leightová, takže nakonec začínala pouze malými rolemi v několika dramatech či muzikálech, jako například Hollywood Hotel (1938). Významnější role přišla až s filmem Beau Geste (1939) a v roce 1941 naplno ukázala svůj talent ve filmu Among the Living (1941).
Stále však čekala na opravdu velkou roli a v roce 1947 se jí konečně dočkala. Za drama Smash-Up: The Story of a Woman (1947) získala rovnou nominaci na Oscara. Cenu si však odnesla Loretta Youngová za film Farmářova dcera (1947).
Další nominace získala za snímky My Foolish Heart (1949) a With a Song in My Heart (1952) a I'll Cry Tomorrow (1955), ale sošku se jí podařilo získat až za film Chci žít! z roku 1958. Za něj získala i Zlatý glóbus, stejně jako za With a Song in My Heart a od roku 1960 má i svou hvězdu na Hollywoodském chodníku slávy.
V 60. letech se objevila v několika dalších filmech, ale na úspěchy z let padesátých již nenavázala. Začala se věnovat více své rodině a ve filmech hrála už jen příležitostně.
Počátkem 70. let jí diagnostikovali nádor na mozku, který jí znemožnil pokračovat v kariéře. Jejím posledním filmem se stal Heat of Anger (1972) a o tři roky později 14. března podlehla rakovině v pouhých 57 letech.

## Filmografie
- 1938 The Sisters (režie Anatole Litvak)
- 1938 The Amazing Dr. Clitterhouse (režie Anatole Litvak)
- 1938 Hollywood Hotel (režie Busby Berkeley)
- 1938 Girls on Probation (režie William C. McGann)
- 1938 Comet Over Broadway (režie Busby Berkeley, John Farrow)
- 1939 Our Leading Citizen (režie Alfred Santell)
- 1939 Beau Geste (režie William A. Wellman)
- 1939 $1000 a Touchdown (režie James P. Hogan)
- 1941 Sis Hopkins (režie Joseph Santley)
- 1941 Among the Living (režie Stuart Heisler)
- 1941 Adam Had Four Sons (režie Gregory Ratoff)
- 1942 The Forest Rangers (režie George Marshall)
- 1942 Star Spangled Rhythm (režie George Marshall)
- 1942 Krásná čarodějka (režie René Clair)
- 1942 Karibští piráti (režie Cecil B. DeMille)
- 1943 Young and Willing (režie Edward H. Griffith)
- 1943 Jack London (režie Alfred Santell)
- 1943 Hit Parade of 1943 (režie Albert S. Rogell)
- 1944 The Hairy Ape (režie Alfred Santell)
- 1944 The Fighting Seabees (režie Edward Ludwig)
- 1944 And Now Tomorrow (režie Irving Pichel)
- 1946 Deadline at Dawn (režie Harold Clurman, William Cameron Menzies)
- 1946 Canyon Passage (režie Jacques Tourneur)
- 1947 They Won't Believe Me (režie Irving Pichel)
- 1947 The Lost Moment (režie Martin Gabell)
- 1947 Smash-Up: The Story of a Woman (režie Stuart Heisler)
- 1948 The Saxon Charm (režie Claude Binyon)
- 1948 Tap Roots (režie George Marshall)
- 1949 Tulsa (režie Stuart Heisler)
- 1949 My Foolish Heart (režie Mark Robson)
- 1949 House of Strangers (režie Joseph L. Mankiewicz)
- 1951 Surová kůže (režie Henry Hathaway)
- 1951 I'd Climb the Highest Mountain (režie Henry King)
- 1951 I Can Get It for You Wholesale (režie Michael Gordon)
- 1951 David a Batšeba (režie Henry King)
- 1952 With a Song in My Heart (režie Walter Lang)
- 1952 Sněhy Kilimandžára (režie Henry King)
- 1952 Poslední rodeo (režie Nicholas Ray)
- 1953 White Witch Doctor (režie Henry Hathaway)
- 1953 The President's Lady (režie Henry Levin)
- 1954 Zlato Apačů (režie Henry Hathaway)
- 1954 Demetrius a gladiátoři (režie Delmer Daves)
- 1955 Untamed (režie Henry King)
- 1955 Soldier of Fortune (režie Edward Dmytryk)
- 1955 I'll Cry Tomorrow (režie Daniel Mann)
- 1956 The Conueror (režie Dick Powell)
- 1957 Top Secret Affair (režie H.C. Potter)
- 1958 Chci žít! (režie Robert Wise)
- 1959 Woman Obsessed (režie Henry Hathaway)
- 1959 Thunder in the Sun (režie Russel Rouse)
- 1961 The Marrieage-Go-Round (režie Walter Lang)
- 1961 Back Street (režie David Miller)
- 1961 Ada (režie Daniel Mann)
- 1962 I Thank a Fool (režie Robert Stevens)
- 1963 Ukradené hodiny (režie Daniel Petrie)
- 1964 Where Love Has Gone (režie Edward Dmytryk)
- 1967 Údolí panenek (režie Mark Robson)
- 1967 Hrnec medu (režie Joseph L. Mankiewicz)
- 1972 Say Goodbye, Maggie Cole (režie Jud Taylor)
- 1972 Mstitelé (režie Daniel Mann)
- 1972 Heat of Anger (režie Don Taylor)